# Нелина Слобода
Нелина Слобода — деревня в Старожиловском районе Рязанской области. Входит в Гребневское сельское поселение

## География
Находится в западной части Рязанской области на расстоянии приблизительно 7 км на восток-северо-восток по прямой от районного центра поселка Старожилово.

## История
Была отмечена еще на карте 1850 года как Талиловская слобода с 7 дворами. В 1859 году здесь (тогда слобода Пронского уезда Рязанской губернии) было учтено 15 дворов, в 1897 году — 24.

## Население
Численность населения: 152 человека (1859 год), 188 (1897), 3 в 2002 году (русские 100 %), 3 в 2010.